# Vaccinium orosiense
Vaccinium orosiense là một loài thực vật có hoa trong họ Thạch nam. Loài này được Wilbur & Luteyn miêu tả khoa học đầu tiên năm 1977.